# Aleppo
Aleppo (arabisch حلب, DMG Ḥalab [ˈħalab]; französisch Alep; kurmandschi Heleb; türkisch Halep; armenisch Հալէպ; syrisch ܚܠܒ Halab; gelegentlich auch Haleb; in der Antike zeitweise Beroia) ist eine Stadt im Norden Syriens, die mitunter als eines der ältesten durchgängig bewohnten urbanen Zentren der Welt gilt. Sie ist die Hauptstadt des gleichnamigen Gouvernements Aleppo. Im Jahr 2006 erhielt Aleppo nach Mekka als erster Ort die Bezeichnung Hauptstadt der Islamischen Kultur. Aleppo gilt als das Wirtschaftszentrum Syriens.
Die Stadt hatte 2008 knapp 1,7 Millionen Einwohner in den Stadtgrenzen und 2010 rund 2,5 Millionen Einwohner mit Vororten. Sie war damit nach Damaskus die zweitgrößte Stadt Syriens. Außerdem ist Aleppo eine der ältesten Städte in der Region und nimmt einen strategischen Punkt zwischen dem Mittelmeer und dem Euphrat ein. Ursprünglich wurde sie auf einer Hügelgruppe in einer breiten fruchtbaren Senke auf beiden Seiten des Flusses Quwaiq erbaut.
Im Bürgerkrieg in Syrien war die Stadt zunächst von Sommer 2012 bis Dezember 2016 umkämpft. Weite Teile der Stadt wurden zerstört und ein großer Teil der Bewohner war geflüchtet. Ab dem 22. Dezember 2016 wurde sie von regimetreuen Truppen des Diktators Baschar al-Assad kontrolliert. Laut der UN und der Internationalen Organisation für Migration (IOM) war bis Juli 2017 der Großteil der Einwohner wieder zurückgekehrt. Ende November, Anfang Dezember 2024 eroberten Rebellen der Haiʾat Tahrir asch-Scham (HTS) und kurdische Milizen der Demokratischen Kräfte Syriens die Stadt.

## Bevölkerung und Religion
Die Mehrheit der muslimischen Bevölkerung in Aleppo bildet die arabische Bevölkerung. Daneben gibt es Kurden, Turkmenen sowie andere kleinere muslimische Volksgruppen.
Etwa 15 bis 20 % der Einwohner sind Christen, überwiegend Assyrer und Armenier. Sie gehören der Syrisch-Orthodoxen und der Armenisch-Orthodoxen Kirche an. Daneben gibt es auch Griechisch-Orthodoxe Gläubige. Ein großer Teil der Christen lebt im Stadtviertel al-Dschudaide unmittelbar nördlich der Altstadt von Aleppo. Ein weiterer christlich geprägter, jüngerer Stadtteil ist Sulaymaniyah.

## Name

### Ortsbezeichnung
Der akkadische Name der Stadt war Halab bzw. Halap (auch Hallaba, Halba, Halbi, Halpa geschrieben), der hethitische Ḫalpa. In den ägyptischen Quellen heißt die Stadt Chalba, in ugaritischen und aramäischen Ḥlb. Seit seleukidischer Zeit hieß sie Beroia (Βέροια, im Deutschen auch als Beröa bekannt); auch unter römischer Herrschaft war der Ort als Beroea bekannt.
Mit der arabischen Eroberung 637 erhielt die Stadt wieder ihren alten Namen Halab. Seit der osmanischen Eroberung wurde die türkische Namensform türkisch Haleb oder türkisch Halep bekannter. Der heute international übliche Name Aleppo ergab sich als deren italienische Version.
Die arabische Namensform Halab lässt sich (eventuell volksetymologisch) als Vergangenheitsform von „melken“ deuten. Eine Legende verbindet den Namen mit Abraham, der an diesem Ort seine Kuh asch-Schahba gemolken und die Milch an die Armen verteilt haben soll. Wenn die armen Menschen sich trafen, fragten sie sich „Halab Abraham?“, was so viel wie „Hat Abraham gemolken?“ bedeutet. In der syrisch-arabischen Sprache wird die Stadt auch Halab asch-Schahba genannt.

### Personennamen
Ḫalpa kann auch ein Namensbestandteil sein, wie beim Oberschreiber Ḫalpamuwa in Ḫattuša und der Obermundschenk Ḫalpaziti (mḪal-pa-zi-ti) unter Arnuwanda, vermutlich ist dies eine Herkunftsbezeichnung. Auch aus Nuzi sind Personennamen mit dem Element Ḫalpa belegt. Aus Alalaḫ ist ein Siegelabdruck eines gewissen Ḫalpa-nubar bekannt.

## Geschichte

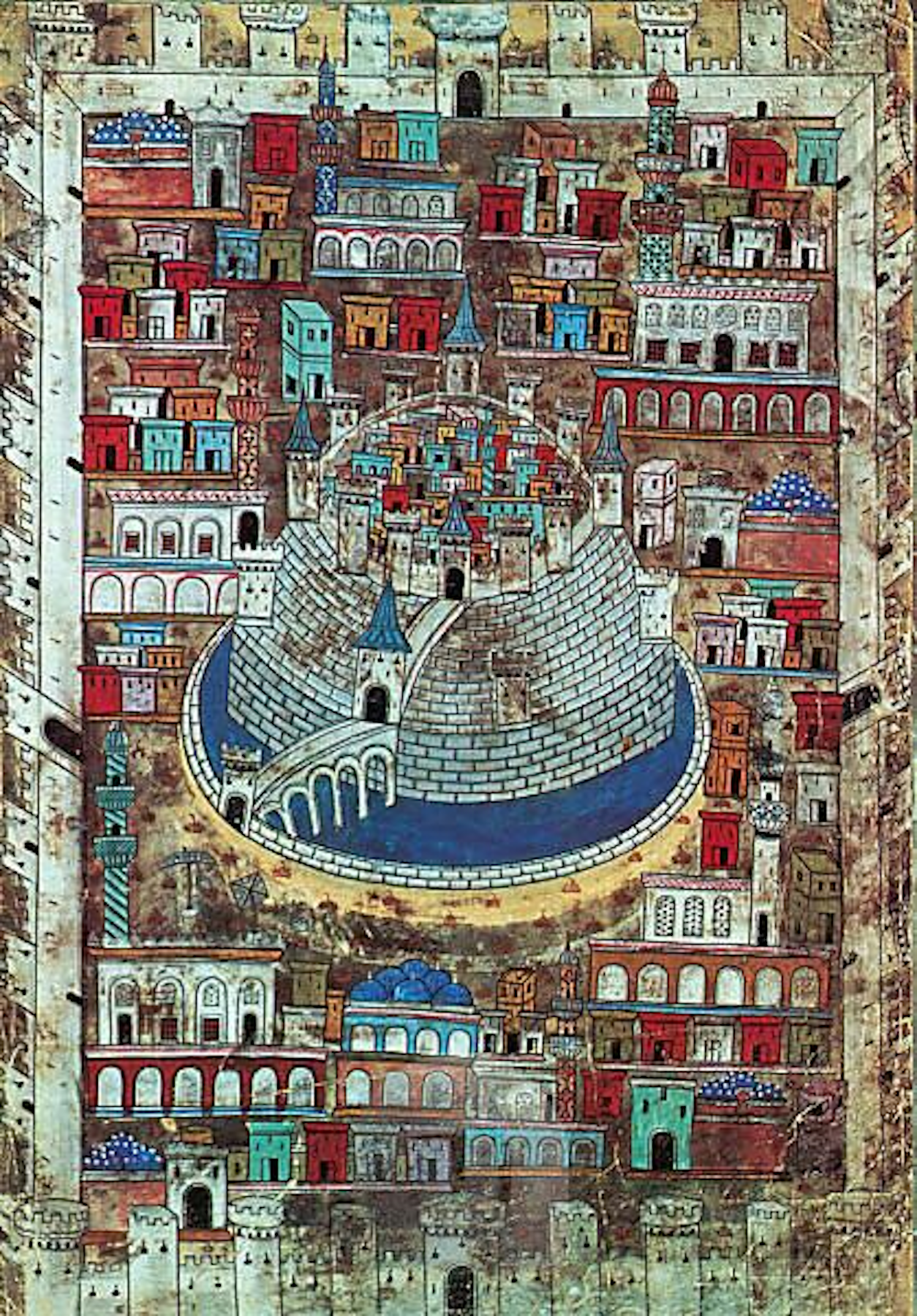
Die Altstadt Aleppos mit der Zitadelle in der Mitte auf einer osmanischen Miniatur Mitte des 16. Jahrhunderts.

### Altertum

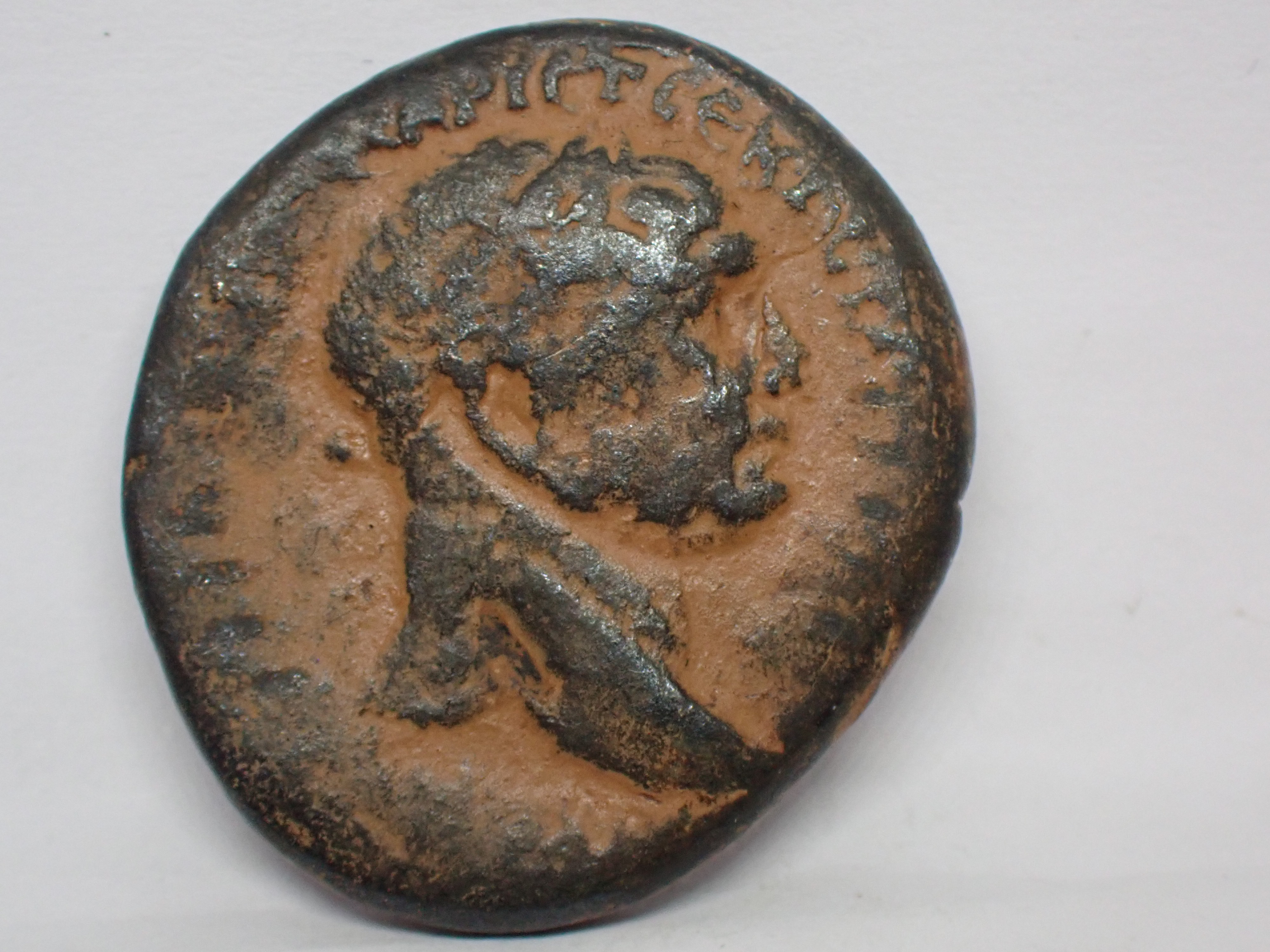
Bronzemünze aus Beroea, Kopf des Trajan

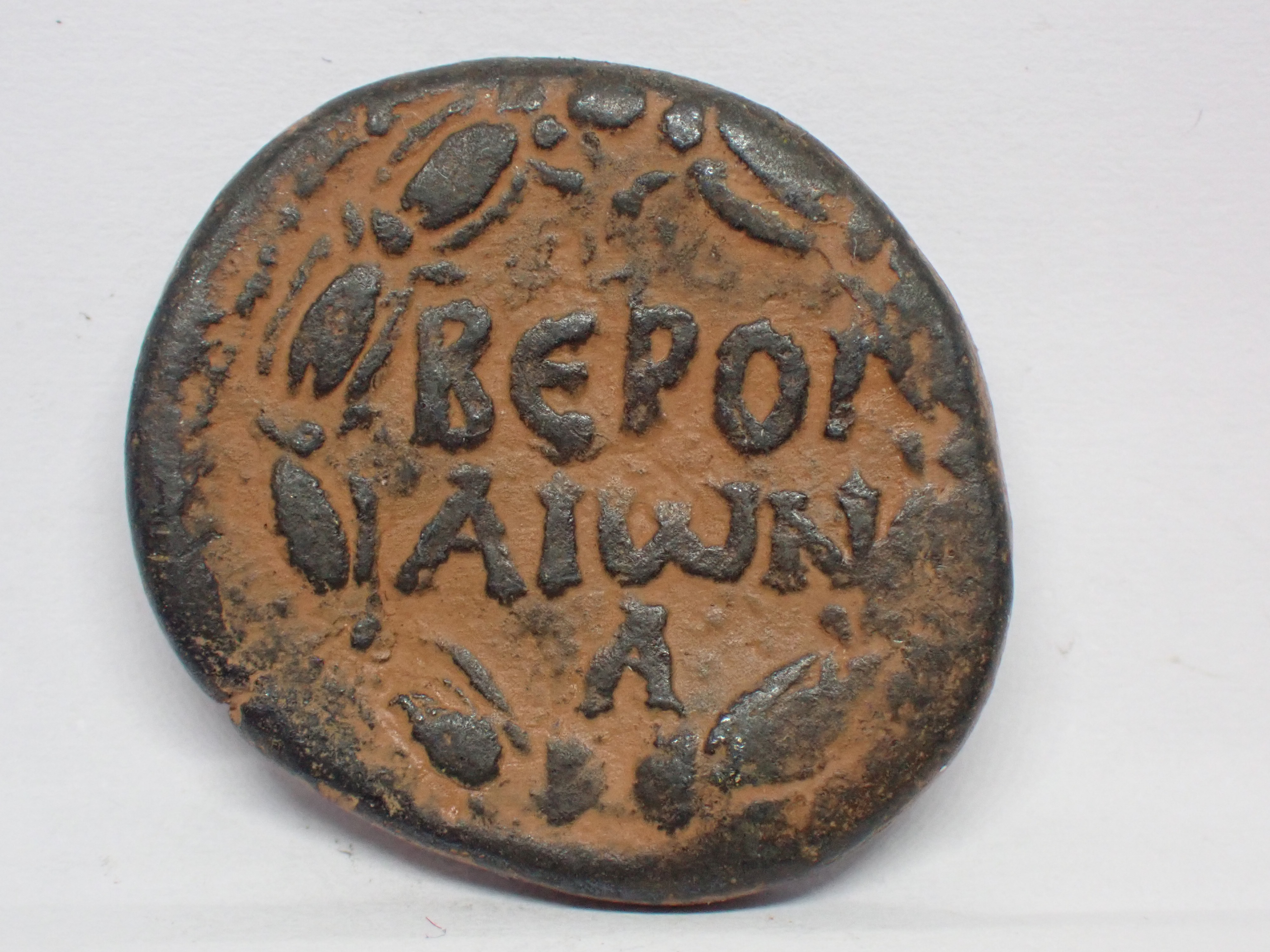
Rückseite der Bronzemünze aus Beroea mit Stadtnamen

Am Ende des 19. Jahrhunderts v. Chr. (gemäß der Mittleren Chronologie) taucht Aleppo erstmals in den Quellen auf. Zu dieser Zeit war es die Hauptstadt des Staates Jamchad, der von hier an bis in die 2. Hälfte des 17. Jahrhunderts v. Chr. Nordsyrien dominierte. Zu seinem Einflussbereich gehörten unter anderem Karkemiš am Euphrat und Alalach bei Antakya. Der Einfluss der Jamchad-Könige Jarim Lim I. und Hammurapi I., die von den 1680er bis in die 1750er Jahre regierten, reichte bis in das transtigridische Gebiet von Der, und ein Bündnis mit Hammurapi von Babylon ist belegt. Schon in dieser Zeit war Aleppo ein Zentrum der Verehrung des Wettergottes Hadad.
Die Stadt wurde in der 2. Hälfte des 17. Jahrhunderts von dem Hethiterkönig Muršili I. eingenommen. Ihre Geschichte nach dem Untergang des Althethitischen Reiches ist unklar. Mittani unterwarf Aleppo spätestens am Anfang des 15. Jahrhunderts. Der Hethiterkönig Tudḫaliya I. scheint einen Feldzug gegen Aleppo unternommen und die Stadt kurzzeitig kontrolliert zu haben. Jedoch wurde die Stadt erst in der zweiten Hälfte des 14. Jahrhunderts unter Šuppiluliuma I. wieder Teil des hethitischen Reiches, als König wurde Telipinu eingesetzt. Dieser wird auf einer Bauinschriftspolie, die in die Südmauer der Al-Qaiqan-Moschee im Al-Aqaba-Viertel eingemauert ist, erwähnt. Aleppo war jetzt die Hauptstadt der hethitischen Provinz Ḫalpa. Nach dem Fall des Hethitischen Großreiches um 1200 wurde Aleppo Sitz eines späthethitischen Kleinfürstentums. Darauf verweisen beispielsweise in der Zitadelle von Aleppo ausgegrabene Orthostaten (die derzeit leider noch nicht öffentlich zu besichtigen sind).
Später wurde Aleppo Hauptstadt des aramäischen Königreiches von Bit Agusi, das außerdem auch Arpad (Tell Rifa’at) umfasste. Salmānu-ašarēd III. (858–824 v. Chr.) konnte die Stadt dem assyrischen Reich eingliedern und erreichte, wie bereits sein Vorgänger Adad-nirari II. (911–891), das Mittelmeer. Ab 610 folgte eine Periode der Persischen Herrschaft. Da aus der Zeit der assyrischen und persischen Herrschaft keine Überlieferungen zu Aleppo existieren, wird vermutet, dass die Siedlung, vielleicht beim Fall des hethitischen Reiches, relativ stark zerstört wurde und erst durch die Eroberungen von Alexander und die Bildung des seleukidischen Reiches wieder restauriert wurde. Alexander besetzte Aleppo 333 v. Chr. und Seleukos I. Nikator errichtete dort um 301–281 eine makedonische Kolonie, die Beroia benannt wurde. Diese befestigte Kolonie mit quadratischem Grundriss erhielt unter anderem rechtwinklig angelegte Straßen und prägte in ihrer Grundform das Stadtbild Aleppos auch für spätere Zeiten. Hadad wurde als Zeus weiter verehrt. Im Jahr 100 v. Chr. wurde Syrien vom armenischen Reich und im Jahr 64 v. Chr. von den Römern erobert.

### Mittelalter

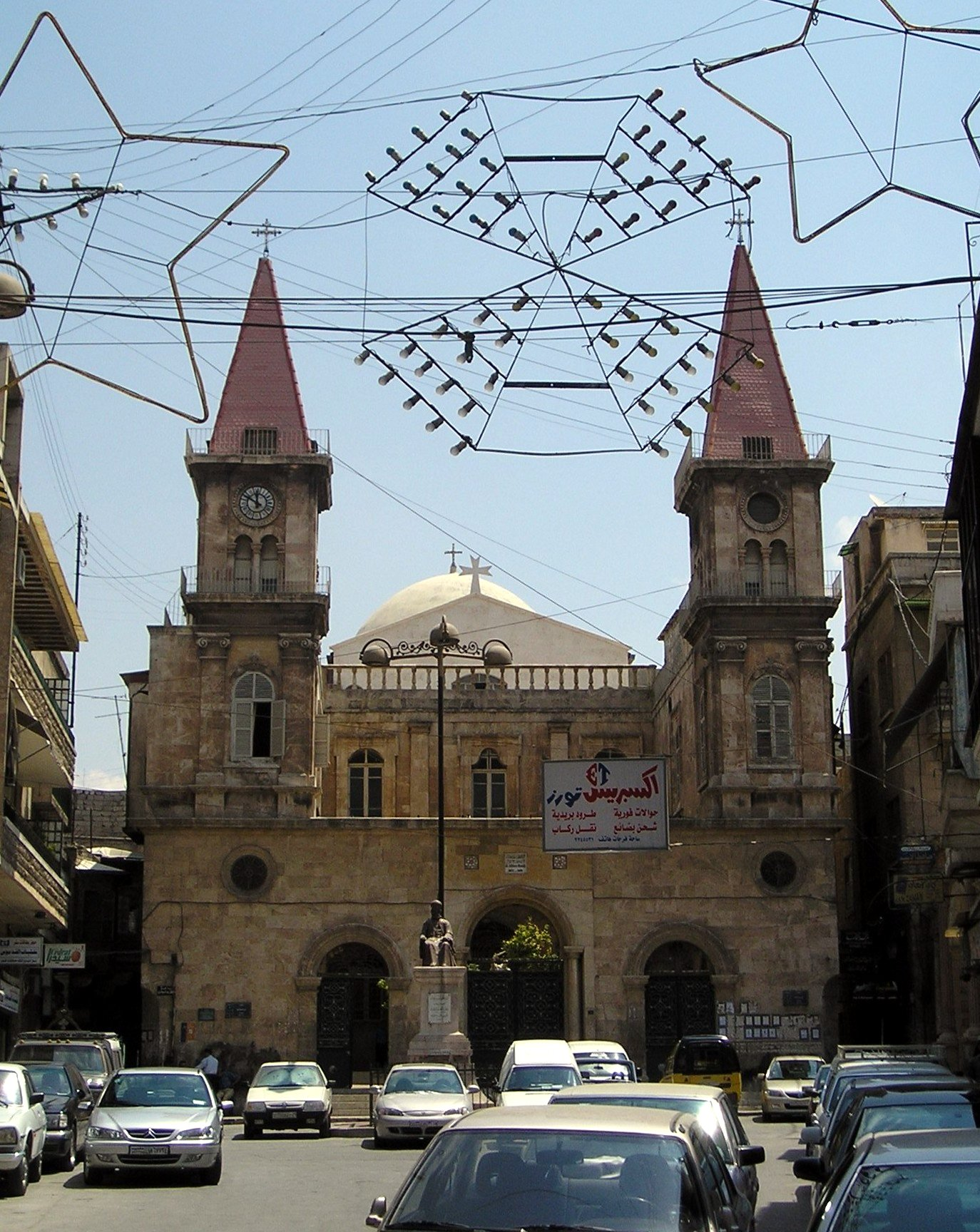
Die maronitische Sankt-Elias-Kathedrale von Aleppo

Die Stadt wurde unter ihrem alten Namen Teil des Byzantinischen Reiches, 540 wurde sie durch den sassanidischen König Chosrau I. erobert und geplündert und Teile der Bevölkerung verschleppt. Die Zerstörungen wurden durch Justinian I. beseitigt, bevor die Stadt 637 nach mehrmonatiger Belagerung den Arabern in die Hände fiel. Unter den Hamdaniden (944–1003) erreichte Aleppo eine gewisse Unabhängigkeit. Der wichtigste hamdanidische Herrscher war Saif ad-Daula (944–67). 962 wurde die Stadt durch den byzantinischen Kaiser Nikephoros Phokas zurückerobert und systematisch geplündert. Sie blieb bis 976/77 byzantinisch und war danach bis zum Einfall der Seldschuken byzantinischer Vasall. Ab 1025 wurde die Stadt von den arabischen Mirdasiden beherrscht, bis sie 1070 durch die Seldschuken eingenommen wurde.
Die Stadt wurde 1098 und 1124/25 von Kreuzfahrern belagert, aber nicht erobert. Unter 'Imad ad-Din Zengi (1127/28–46), einem Turkmenen aus Mossul, wurde Aleppo zum Zentrum des Widerstands gegen die Kreuzfahrerstaaten. Sein Sohn Nur ad-Din (1146–1174) stellte die durch das verheerende Erdbeben beschädigten Stadtbefestigungen wieder her, unter seiner Herrschaft wurden außerdem zahlreiche wichtige Gebäude errichtet. Nach dem Tod Nur ad-Dins fiel Aleppo an den Ayyubiden-Sultan Saladin. Die Dynastie der Ayyubiden beherrschte die Stadt von 1183 bis 1260. Az-Zahir Ghazi (1186/93–1216), der Sohn Saladins, erneuerte die Befestigung der Zitadelle.
Aleppo blieb in ayyubidischen Händen, bis es, wie weite Teile Nordsyriens, 1260 von den Mongolen unter Hülegü erobert und verwüstet wurde. 1260 bis 1516 war die Stadt Teil des Mamluken-Reiches. Die Zitadelle wurde 1292 wieder aufgebaut, aber um 1400 durch Timur erneut zerstört.

### Neuzeit

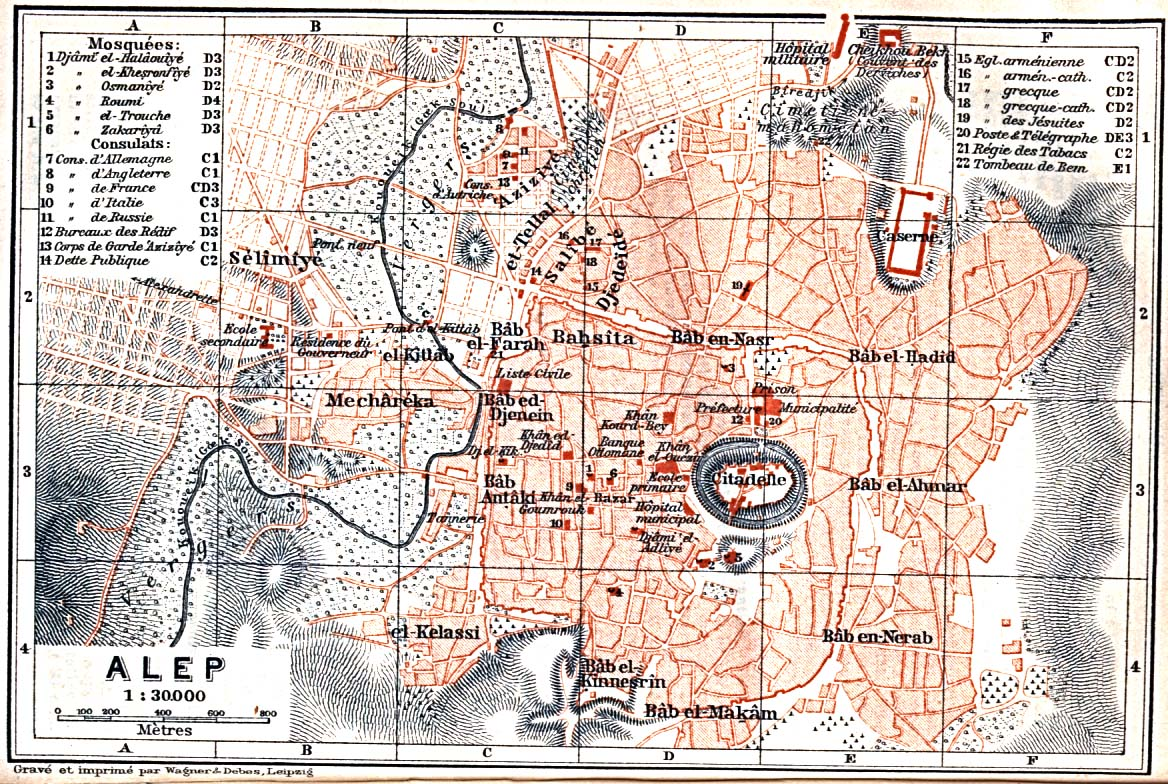
Stadtplan von Aleppo aus dem Jahr 1912, gefertigt in Leipzig von Wagner & Debes

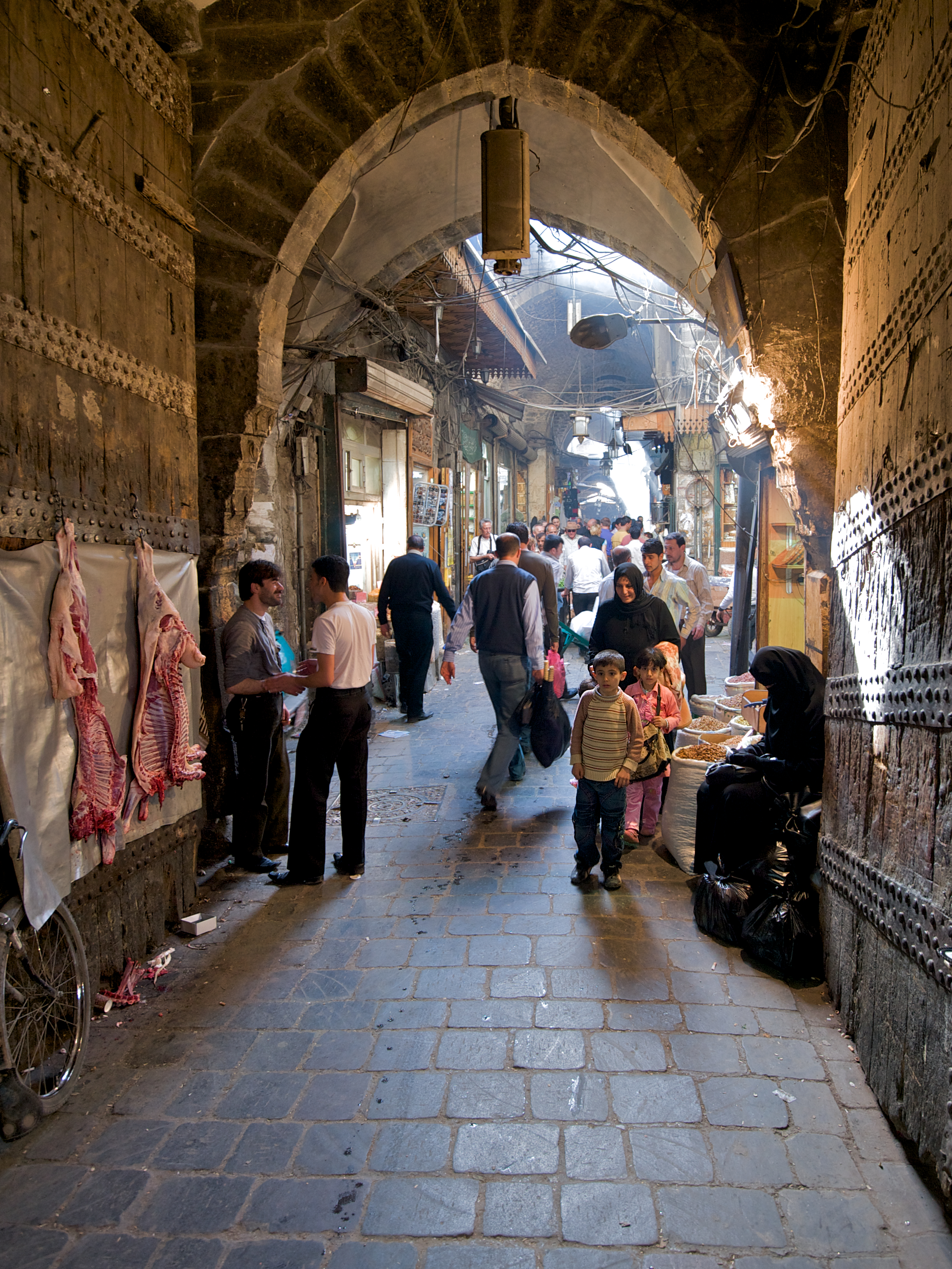
Suq von Aleppo, 2010

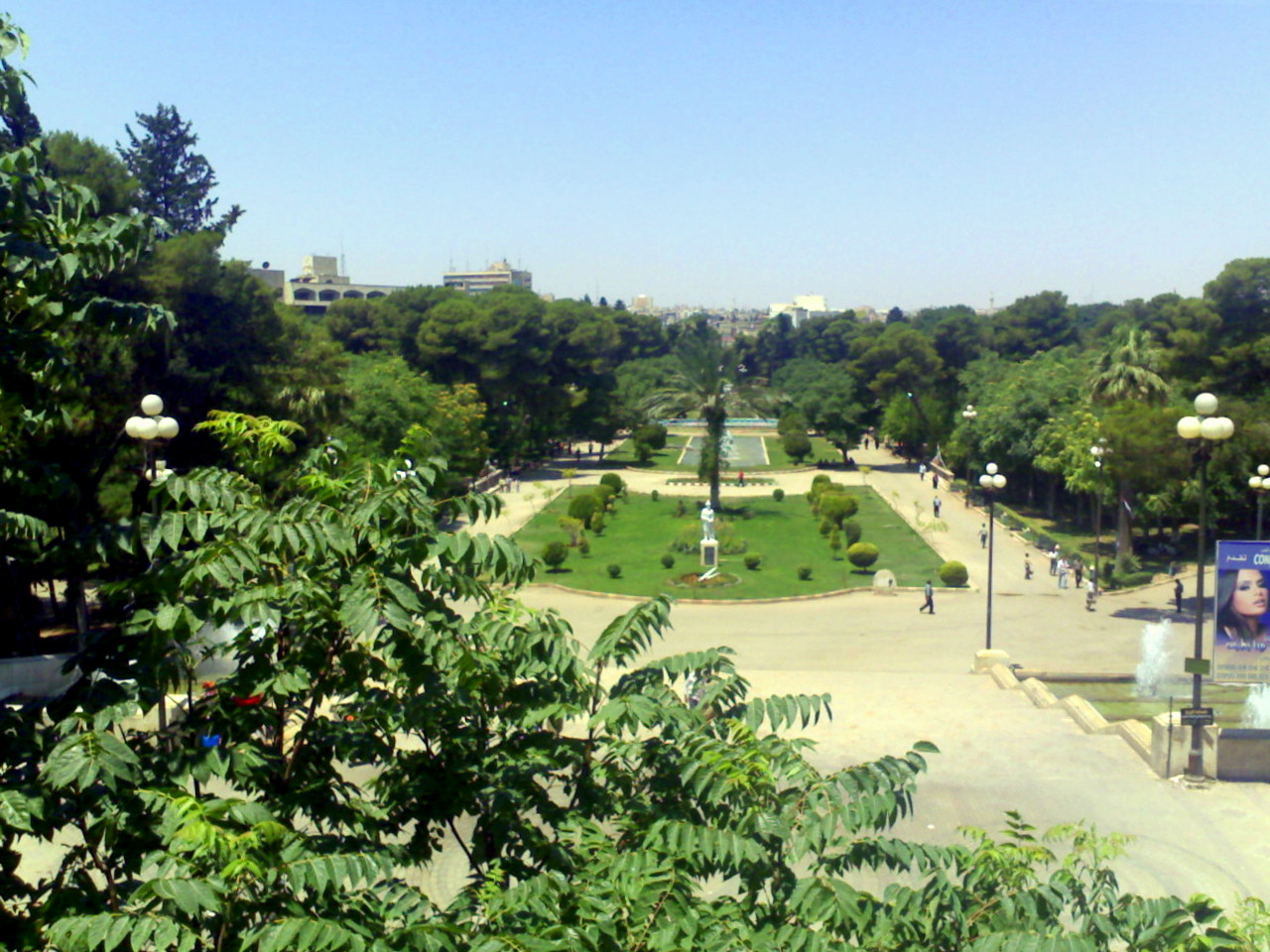
Stadtpark von Aleppo, 2007

In der Nähe von Aleppo fand 1516 die Schlacht von Mardsch Dabiq zwischen dem Osmanischen Reich und den Mamluken statt. 1517 wurde Aleppo Teil des Osmanischen Reiches. Damals zählte die Stadt etwa 50.000 Einwohner. Sie war Sitz eines Provinzgouverneurs (Beylerbey bzw. Wali). Die Stadt blieb Teil des Osmanischen Reiches bis zu dessen Untergang, aber sie wurde weiter durch interne Fehden erschüttert sowie durch Pestepidemien und im Anschluss an ein großes Erdbeben von 1822, bei dem in der Region Aleppo und Antakya 20.000 Menschen umkamen, 1823 durch die Cholera heimgesucht. Im November 1850 schlug der Artillerieoffizier Józef Bem an der Spitze türkischer Truppen ein Pogrom der muslimischen Bevölkerung gegen die Christen nieder. 1901 lag die Einwohnerzahl von Aleppo um 125.000.
Während des Ersten Weltkrieges war Aleppo ein Zentrum im Völkermord an den Armeniern durch die Jungtürken. Auf Befehl von Talât Pascha wurden die Armenier ab dem 27. Mai 1915 zusammengetrieben und auf Todesmärsche über unwegsames Gebirge in Richtung Aleppo geschickt.
Die Stadt blühte kurzfristig wieder auf, als sie nach dem Ende des Ersten Weltkrieges unter französische Kolonialherrschaft kam, erlebte jedoch nach der Abtretung des Sandschaks Alexandrette mit der Hauptstadt Antakya und dem Hafen İskenderun an die Türkei 1939 wieder einen Niedergang.

### Nach 1945
Im Jahr 1947 kam es zu Pogromen gegen die Juden in der Stadt, bei der bis zu 75 jüdische Bürgerinnen und Bürger zu Tode kamen, die Zentralsynagoge von Aleppo zerstört sowie der Codex von Aleppo aus dem 9. Jahrhundert zeitweilig verloren ging und bis heute nur in Teilen wieder aufgetaucht ist.
Die Stadt wurde nach dem Zweiten Weltkrieg im Wesentlichen neu entworfen, weshalb Altstadt und Neustadt sich deutlich unterscheiden: Aleppos Altstadt (Medina) befand sich innerhalb einer fünf Kilometer langen und siebentorigen Stadtmauer und hat eine Ausdehnung von ca. 350 ha. 1952 schuf der französische Architekt Andre Gutton zahlreiche neue breite Straßen im Interesse moderner Verkehrsführung. In den 1970ern wurden große Teile der Altstadt zugunsten moderner Wohnblöcke abgerissen, die Altstadt verkam mehr und mehr. Nach der Volkszählung von 2004 leben 118.000 Menschen in der Altstadt.

#### Weltkulturerbe
1986 erklärte die UNESCO Aleppos Altstadt zum Weltkulturerbe. Seit 1993 wurde sie in Zusammenarbeit mit der GTZ und mit Unterstützung vom Aga-Khan-Trust for Culture und dem Arab Fund for social and economic development renoviert (10 Millionen Euro aus dem deutsch-syrischen Schuldenerlassabkommen). 2004 erhielt das Projekt einen Städtebaupreis der Harvard School of Design. Seit 2013 ist die Stadt – genauso wie alle UNESCO-Welterbestätten in Syrien aufgrund des Bürgerkriegs – auf der Liste des gefährdeten Welterbes.

#### Bürgerkrieg

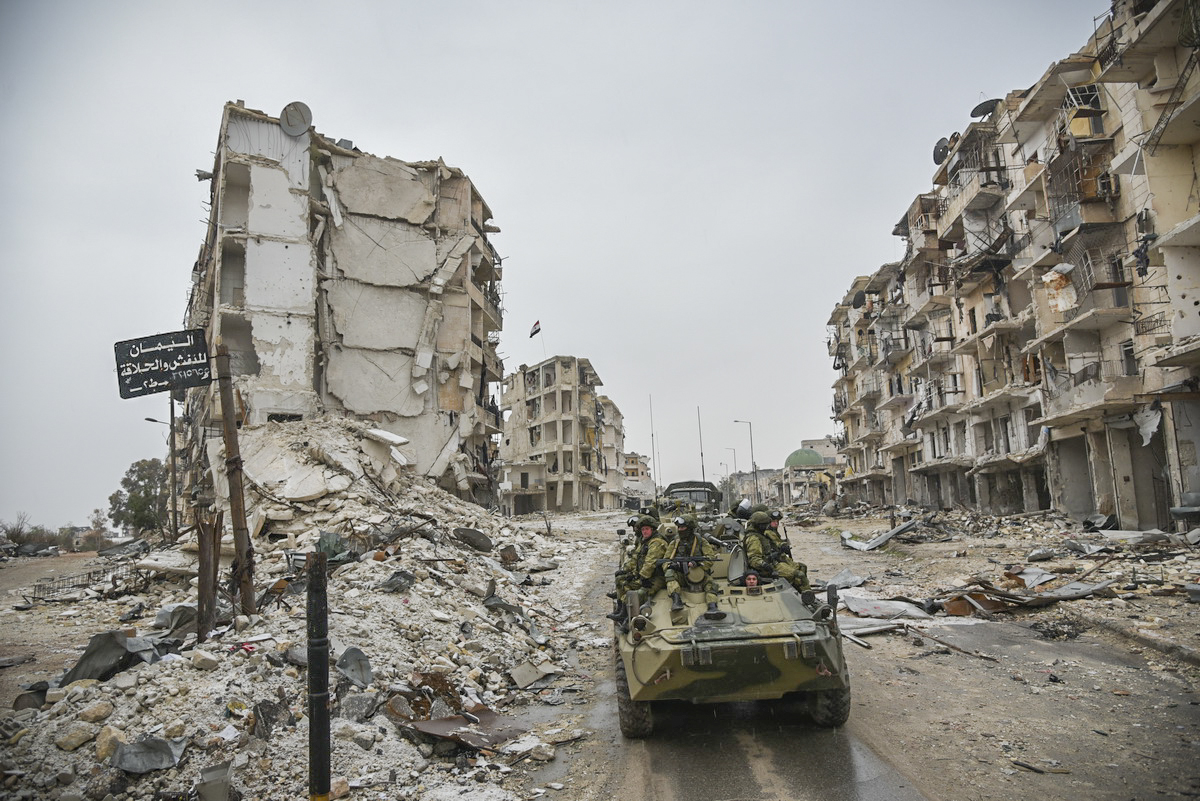
Zerstörter Straßenzug im Dezember 2016 mit russischen Soldaten

Im Zuge des Bürgerkrieges in Syrien kam es im Juli 2012 in Aleppo zu heftigen Kämpfen. Bei diesen Kämpfen wurden Raketenwerfer, Panzer, Hubschrauber und Kampfflugzeuge eingesetzt. In der Nacht vom 28. auf den 29. September 2012 wurde der historische Basar durch ein Großfeuer weitgehend zerstört. Dieser Basar ist das weltgrößte überdachte alte Marktviertel und Teil des UNESCO-Welterbes. Das Großfeuer wurde offenbar durch Kampfhandlungen entfacht. Eine Panzergranate beschädigte das Minarett der 700 Jahre alten Mahmandar-Moschee schwer. Die fast 500 Jahre alte Chusrawiyya-Moschee wurde 2014 zerstört.
Massive russische Luftangriffe auf Aleppo im Februar 2016 lösten eine Flüchtlingswelle in die Türkei aus. Am 27. Juli 2016 gelang es regierungstreuen Truppen nach eigenen Angaben, den Belagerungsring um die Stadtviertel zu schließen, die noch von Rebellengruppen gehalten wurden. Etwa 300.000 Menschen waren nach Schätzungen der Vereinten Nationen vom 31. Juli 2016 in Stadtgebieten von Aleppo eingeschlossen, die unter der Kontrolle teils gemäßigter und teils islamistischer Rebellengruppen standen. Ein Angebot der Regierung und ihrer russischen Verbündeten, den belagerten Teil der Stadt unter freiem Geleit zu verlassen, wurde zunächst nur von wenigen Menschen in Anspruch genommen. Zwischenzeitlich durchbrachen Rebellen nach drei Wochen anhaltender Kämpfe die Belagerung mit Verstärkungen aus Süd-Westen kommend am 6. August. Der Belagerungsring wurde Anfang September von Regierungstruppen wieder geschlossen. Am 22. Dezember gab die syrische Regierung den Sieg über die Aufständischen in der Stadt und die vollständige Besetzung aller Ortsteile bekannt. Insgesamt 34.000 Aufständische und Angehörige waren in den Tagen zuvor nach einer Vereinbarung aus den Rebellengebieten von Aleppo in Bussen evakuiert worden. Im Dezember 2016 veröffentlichte UNOSAT eine auf der Auswertung von Satellitenbildern vom September 2016 beruhende Einschätzung des Ausmaßes der Zerstörung in Aleppo. Diese Analyse geht von mehr als 33.000 beschädigten Gebäuden Aleppos aus, etwa zwei Drittel der beschädigten und zerstörten Gebäude lagen im Osten der Stadt.
Ende November, Anfang Dezember 2024 wurde die Stadt von islamistischen Rebellen der Haiʾat Tahrir asch-Scham (HTS) und kurdischen Milizen der Demokratischen Kräfte Syriens erobert.

## Wirtschaft
Die Stadt war historisch vor allem als Handelsplatz bedeutend. Sie lag am Kreuzungspunkt zweier Handelsstraßen und vermittelte den Handel von Indien, der Euphrat- und Tigrisregion mit Damaskus im Süden, der dem Fuß des Gebirges statt der unwegsamen Seeküste folgte. Seit dem frühen Mittelalter wird in Aleppo die nicht nur im Orient geschätzte und bekannte handgeschöpfte „Aleppo-Seife“ auf Basis von Olivenöl hergestellt. Die Seifenfabriken (Sgl. maṣbana) lagen um das Bab Qinnasrin im Südwesten der Altstadt, wo ein Teil sich noch heute befindet. Andere Betriebe zogen in die Straßen am Bab an-Nasr im Norden der Zitadelle. Aufgrund des großen Platzbedarfs haben sich einige Seifenfabriken in ehemaligen Hanen eingerichtet. Hane sind Unterkünfte und Verkaufsplätze für Händler, die es innerhalb der Altstadt seit Anfang des 16. Jahrhunderts gab. Heute gibt es in Aleppo noch etwa 60 kleinere Seifensiedereien, welche meist Familienbetriebe sind und oft schon seit vielen Jahrhunderten bestehen.
Im Mittelalter machten besonders die Zengiden und die Ayyubiden (1128–1260) die Stadt zu einem Zentrum des Fernhandels. Die Ayyubiden schlossen 1207/1208, 1225, 1229 und 1254/1255 Handelsverträge mit Venedig ab. In osmanischer Zeit gab es Handelsniederlassungen und Faktoreien nicht nur von Venedig, sondern auch von französischen (1535), englischen (1580) und niederländischen (1612) Kaufleuten. Obgleich der Handel häufig aus politischen Gründen aus der Stadt verbannt wurde, wuchs er stetig, bis die Europäer den Seeweg nach Indien um das Kap der Guten Hoffnung und den Weg nach Ägypten über das Rote Meer einschlugen. Damit begann der wirtschaftliche Niedergang der Stadt; ihre Hauptexportgüter sind jetzt Agrarerzeugnisse der Region, hauptsächlich Weizen und Baumwolle, Pistazien, Schafe und Oliven.

## Verkehr
1906 erhielt Aleppo durch die Hedschasbahn einen Bahnanschluss nach Damaskus, 1912 über die Bagdadbahn nach Istanbul und nach Bagdad. Des Weiteren ist die Stadt mit dem Internationalen Flughafen Aleppo an den Flugverkehr angeschlossen.

## Bildung
1958 wurde die staatliche Universität Aleppo gegründet, an der vor dem Bürgerkrieg über 60.000 Studenten eingeschrieben waren. Eine jüdische Studienhalle (Beth Midrasch) hatte die Zentralsynagoge von Aleppo.

## Sehenswürdigkeiten

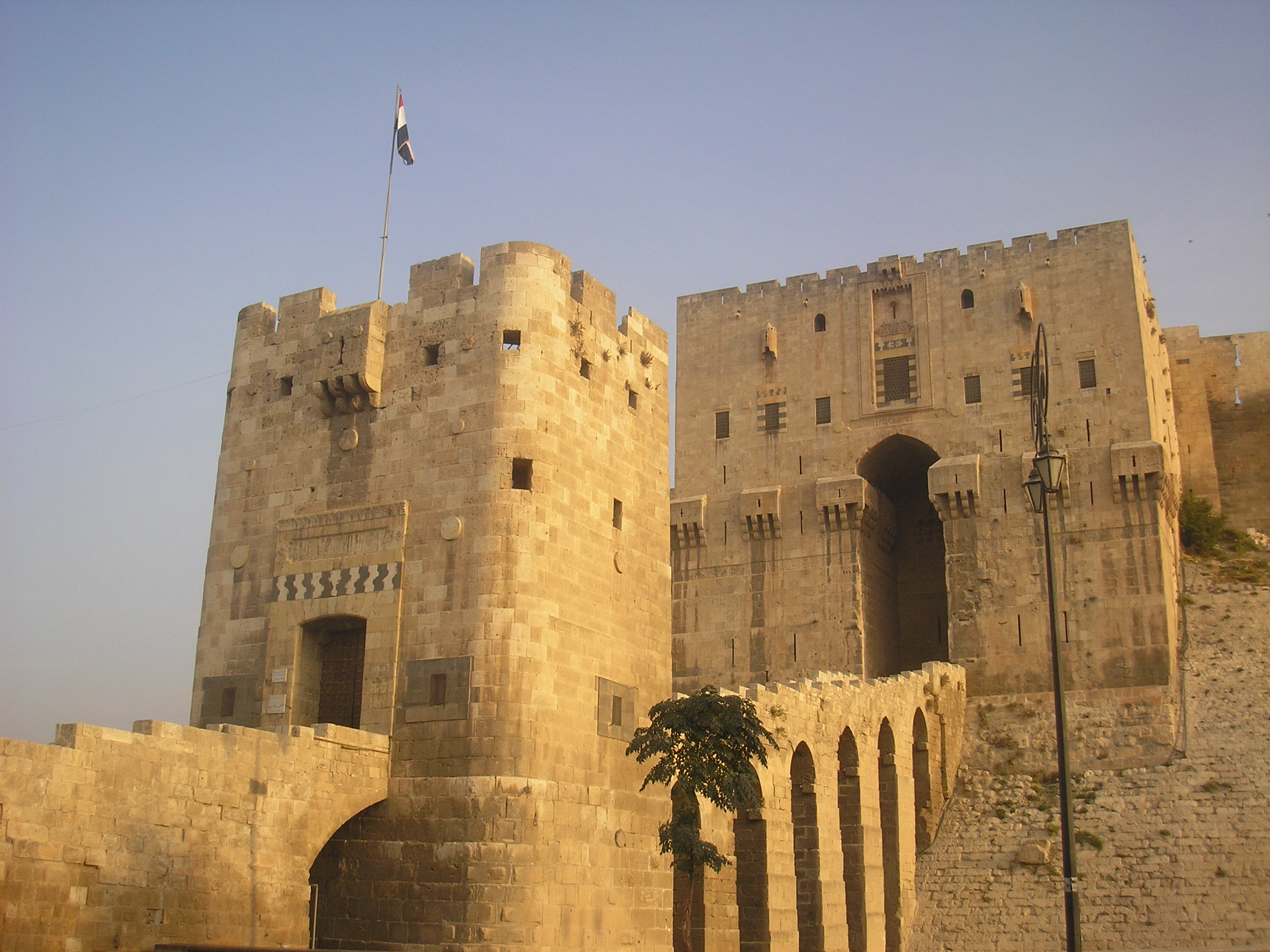
Portal der Zitadelle von Aleppo

Zitadelle 1924, Aufnahme von Walter Mittelholzer

Die mittelalterliche Zitadelle liegt auf einem teilweise künstlich errichteten Siedlungshügel (Tell) 50 m über der Stadt (36° 11′ 57″ N, 37° 9′ 45″ O). Der gegenwärtige Bau wurde im 13. Jahrhundert nach der Zerstörung eines Vorgängerbaus durch Timur errichtet, aber 1822 durch ein Erdbeben beschädigt. Vorgängerbauten sind bereits aus seleukidischer Zeit bekannt. Im Zentrum der Zitadelle befindet sich der von vielen nachfolgenden Bauten überlagerte Tempel des Wettergottes von Aleppo, dessen Baugeschichte mindestens bis in die Mitte des 2. Jahrtausends v. Chr. zurückreicht. Der Hamdanide Saif ad-Daula ließ sie im 10. Jahrhundert ausbauen.

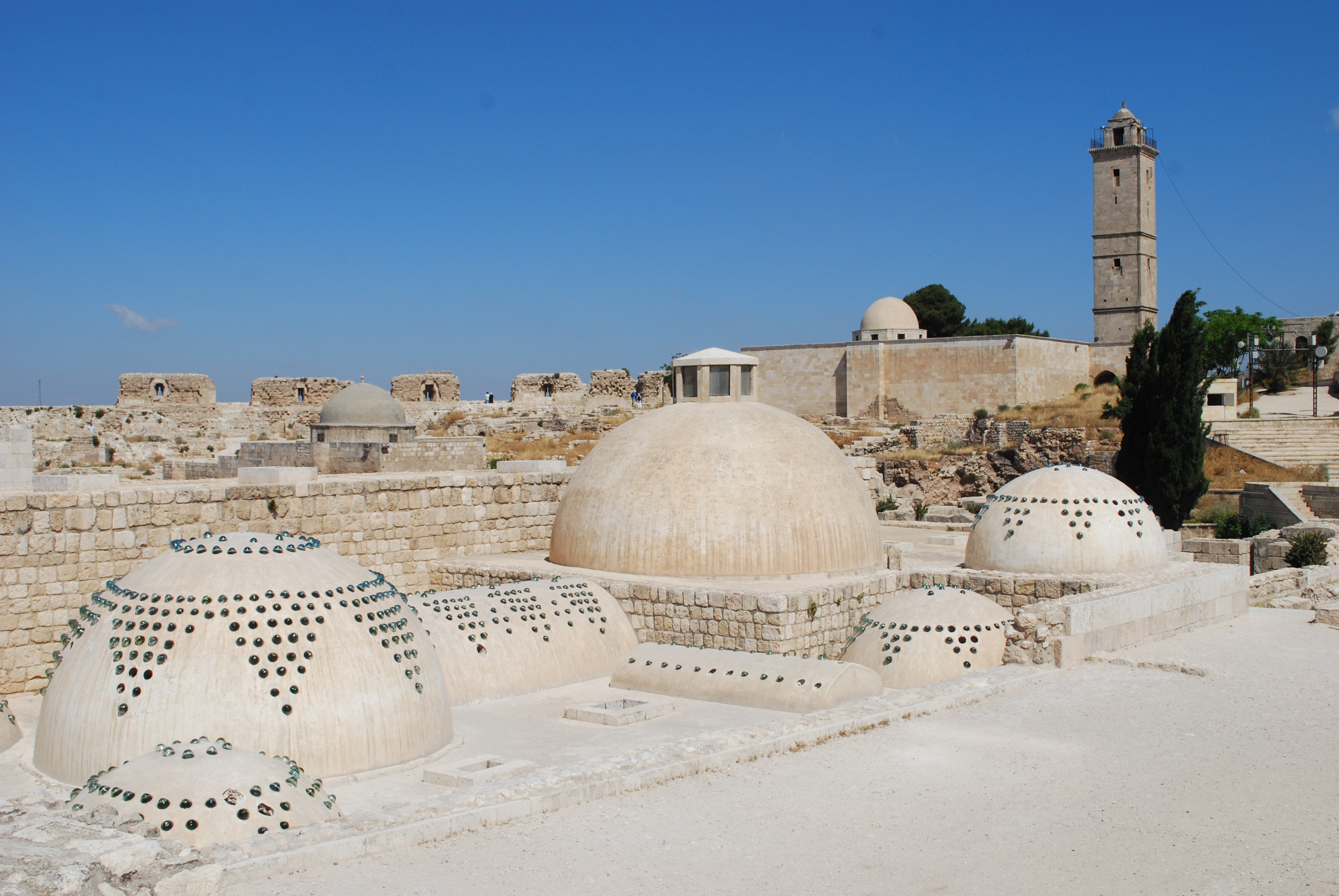
Zitadelle von Aleppo

Die bekannteste Moschee ist die große Umayyaden-Moschee am nördlichen Rand des überdachten Suqs. Sie wurde von den Umayyaden begonnen; der erhaltene Bau des Zengiden Nur ad-Din stammt von 1158, die Rekonstruktion nach dem Mongolensturm von 1260. Die ursprüngliche Moschee bezog teilweise eine frühbyzantinische Kathedrale aus dem Ende des 5. Jahrhunderts in den Bau mit ein. Diese dürfte selbst auf einem älteren Tempel errichtet worden sein. Die Kirche war Helena geweiht, der Mutter Konstantins I. Hier lag der Überlieferung nach das Grab des Vaters Johannes des Täufers. Westlich angrenzend befindet sich die Madrasa al-Halawiya, eine von Nur ad-Din im 12. Jahrhundert gegründete islamische Hochschule. Die Holzschnitzereien des Mihrābs sind inschriftlich auf 1245 datiert. Ein Werk des osmanischen Architekten Sinan ist unter anderem die Adliye-Moschee.
Am historischen Stadteingang Bab al-Faradsch steht der Uhrenturm des französischen Ingenieurs Charles Chartier. Außerdem beherbergt Aleppo das Nationalmuseum mit zahlreichen archäologischen Funden sowie – als traditionelles Handelszentrum – Suqs und Handelshöfe (Hane).
Die armenisch-apostolische Vierzig-Märtyrer-Kathedrale wurde 1429 errichtet, die armenisch-katholischen Kirchen Hl. Dreifaltigkeit und Hl. Kreuz in den Jahren 1965 und 1993.

## Archäologie
Von 1996 bis 2005 fanden archäologische Ausgrabungen eines Teams der Hochschule für Technik und Wirtschaft Berlin unter der Leitung von Kay Kohlmeyer im Bereich der Zitadelle von Aleppo statt. Ziel der Grabungen war die Freilegung des Tempels des Wettergottes von Aleppo. Dieser war im 2. und frühen 1. Jahrtausend v. Chr. einer der bedeutendsten Götter der Region, der auch im hethitischen Bereich verehrt worden ist. Vom Tempel wurde der Kultraum zum größten Teil freigelegt. Die Sockelzone der Innenwände und der Sockel eines breiten Podestes vor der Kultnische waren mit einem Fries aus Steinreliefs versehen. Hier sind verschiedene Götter und Mischwesen dargestellt. Zwei besonders hervorgehobene Reliefs stellen einen König Taitas (wohl 11. Jahrhundert v. Chr.) und den ihm gegenüber stehenden Wettergott von Aleppo dar.
Zahlreiche Siegel aus der späten altsyrischen Zeit I (um 1800 v. Chr.) lassen vermuten, dass Aleppo Sitz bedeutender Steinschneiderwerkstätten war.
Durch Funde aus Gabbul erscheint wahrscheinlich, dass Aleppo in mittelsyrischer Zeit (1600–1200 v. Chr.) Sitz einer Bildhauerschule war. Auf der Zitadelle wurden zwei Löwen aus Basalt gefunden, die vermutlich von einem späthethitischen Tor oder einem Tempel des 10. Jahrhunderts v. Chr. stammen. Auch die Fürstenstatue von ’Ain et-Tell (Arpad) wird um 800 v. Chr. in Aleppo entstanden sein.

## Söhne und Töchter der Stadt
- Mariam al-Asturlabi (10. Jahrhundert), Astrologin am Hof von Saif ad-Daula
- Ibn al-Adim (1192/1193–1262), Richter und Lokalhistoriker
- Abaza Hasan Pascha († 1659), Provinz-Gouverneur im Osmanischen Reich
- Hanna Diyab (um 1688–nach 1763), französisch-arabischer Schriftsteller und Reisender
- Carolus Rali Dadichi (1693 oder 1694–1734), syrischer Orientalist und Dolmetscher am Hofe des Königreichs Großbritannien
- Philipp Stamma (um 1705–1755), bedeutender Schachspieler des 18. Jahrhunderts
- Boghos Sabbaghian (1836–1915), Patriarch von Kilikien der Armenisch-katholischen Kirche
- Maximos IV. Sayegh (1878–1967), melkitischer Erzbischof und Patriarch von Antiochien
- Mahmud Kâmil Pascha (1880–1922), osmanischer General
- Esra Atja (1881/1885–1970), israelischer ultraorthodoxer Rabbiner
- Isidore Fattal (1886–1961), melkitischer Erzbischof von Aleppo
- Krikor Hindié (1891–1967), armenisch-katholischer Erzbischof von Aleppo
- John George (1898–1968), amerikanisch-syrischer Schauspieler
- Justin Abraham Najmy (1898–1968), melkitischer Bischof von Newton
- François Ayoub (1899–1966), Erzbischof der syrisch-maronitischen Kirche
- Émile Benveniste (1902–1976), französischer Indogermanist
- Madiha Omar (1908–2005), Künstlerin
- Joseph Basmadjan (1920–1988), armenisch-katholischer Erzbischof von Aleppo
- Néophytos Edelby (1920–1995), melkitischer Erzbischof von Aleppo
- Elias Nijmé (1920–1998), melkitischer Erzbischof von Tripoli
- Michel Yatim (1920–2006), melkitischer Erzbischof
- Hilarion Capucci (1922–2017), griechisch-katholischer Theologe, Weihbischof des Melkitischen Patriarchats von Antiochia und politischer Aktivist
- Georges Layek (1922–1983), armenisch-katholischer Erzbischof von Aleppo
- Boutros Raï (1922–1994), Bischof der Melkitischen Griechisch-Katholischen Kirche von Mexiko
- Elias Farah (1927–2013), arabisch-baathistischer Ideologe
- Ignatius Pierre VIII. Abdel-Ahad (1930–2018), syrisch-katholischer Erzbischof von Beirut und Patriarch der mit Rom unierten syrisch-katholischen Kirche von Antiochien
- François Rabbath (* 1931), französischer Komponist und Kontrabassist syrischer Herkunft
- Emmanuel Dabbaghian (1933–2018), armenisch-katholischer Erzbischof von Bagdad
- Sabah Fakhri (1933–2021), Sänger der klassischen arabischen Musik
- Krikor Bedros XX. Ghabroyan (1934–2021), armenisch-katholischer Patriarch
- Dia Succari (1938–2010), französischer Komponist und Musikpädagoge syrischer Herkunft
- Zuhair Maschariqa (1938–2007), syrischer Vizepräsident
- Georges Kahhalé Zouhaïraty (* 1938), Apostolischer Exarch für die Melkitische Griechisch-katholische Kirche in Venezuela
- Abdulghafur Sabuni (* 1940), Arabist und Hochschullehrer
- Jean-Clément Jeanbart (* 1943), Erzbischof der Melkitischen Griechisch-Katholischen Kirche von Aleppo
- Nikolaki Sawaf (* 1943), melkitischer Erzbischof von Latakia
- Rafah Nached (* 1944), Psychoanalytikerin
- Muhammad Nadschi al-Utri (* 1944), Premierminister von Syrien (2003–2011)
- Lewon Ter-Petrosjan (* 1945), erster Präsident von Armenien (1991–1998)
- Niroz Malek (* 1946), Schriftsteller und Maler
- Oshagan Choloyan (* 1947), Erzbischof der Östlichen Prälatur der Armenischen Apostolischen Kirche in den USA
- Michel Abrass (* 1948), melkitischer Erzbischof
- Boutros Marayati (* 1948), armenisch-katholischer Erzbischof von Aleppo
- Isidore Battikha (* 1950), melkitischer Erzbischof von Homs
- Elie Yéghiayan (* 1950), armenisch-katholischer Bischof von Paris
- Muhammed Ahmed Faris (1951–2024), Pilot der syrischen Luftstreitkräfte, erster und einziger Syrer im Weltraum
- Krikor-Okosdinos Coussa (* 1953), armenisch-katholischer Bischof von Iskanderiya in Ägypten
- Wartan Oskanjan (* 1955), armenischer Politiker und Außenminister der Republik Armenien (1998–2008)
- Mayada El Hennawy (* 1959), Sängerin
- Georges Khawam (* 1959), melkitisch griechisch-katholischer Erzbischof von Latakia
- Joseph Khawam (* 1968), melkitisch griechisch-katholischer Exarch von Venezuela
- Georges Masri (* 1968), melkitisch griechisch-katholischer Erzbischof von Aleppo
- Julian Yacoub Mourad (* 1968), syrisch-katholischer Erzbischof von Homs
- Kevork Noradounguian (* 1968), ernannter Ordinarius für die armenischen Gläubigen in Osteuropa
- Nersès Zabbara (* 1969), armenisch-katholischer Erzbischof von Bagdad
- Fadwa Soliman (1970–2017), Schauspielerin
- Joseph Tobji (* 1971), maronitischer Erzbischof von Aleppo
- Houry Dora Apartian (* 1976), Jazzsängerin
- Abbas El-Hasan (* 1976), Agrarwissenschaftler
- Imad Mardnli (* 1976), Schauspieler
- Diana Al-Hadid (* 1981), syrisch-amerikanische Bildhauerin
- Mohammad Hazzory (* 1983), Dreispringer
- Ibrahim Amir (* 1984), deutschsprachiger Autor und Dramatiker sowie Mediziner
- Nazir Jaser (* 1989), Radrennfahrer
- Ghofrane Mohamed (* 1989), Leichtathletin
- Taim M. Adams (* 1992), deutsch-syrischer Filmregisseur, Drehbuchautor, Filmproduzent und Schauspieler
- Luna Ali (* 1993), deutsch-syrische Autorin
- Hazem Naw (* 2000), Tennisspieler
- Soulin Omar (* 2000), deutsch-syrisches Model

## Liste der Herrscher von Aleppo
- Wantarassura von Aleppo, gleichzeitig mit Sauštatar von Mittani und Niqmepa von Alalach
- Yarim Lim I.
- Hammurabi I.

Seldschuken-Dynastie in Aleppo und Damaskus:
- Aq Sunqur al-Hadschib, Gouverneur von Aleppo und Damaskus bis 1094
- Tutusch I., Sultan von Aleppo und Damaskus 1094–1095

Seldschuken-Dynastie in Aleppo:
- Rodwan ibn Tutusch (1095–1113)

Ayyubiden-Emire von Aleppo:
- al-Adil I. (1183–1186)
- az-Zahir Ghazi (1186–1216)
- al-Aziz (1216–1236)
- an-Nasir Yusuf (1236–1260)

## Varia
Die Stadt wurde zum Namensgeber der Aleppo-Kiefer (Pinus halepensis), einem aus dem östlichen Mittelmeerraum stammenden Nadelbaum. Auch die Aleppobeule, eine Form der Leishmaniose, ist nach der Stadt benannt.

## Klimatabelle
|                       | Jan  | Feb  | Mär  | Apr  | Mai  | Jun  | Jul  | Aug  | Sep  | Okt  | Nov  | Dez  |   |       |
| Mittl. Tagesmax. (°C) | 10,3 | 12,6 | 16,9 | 22,6 | 28,7 | 33,6 | 36,2 | 36,1 | 33,2 | 27   | 16,8 | 11,9 | ⌀ | 23,9  |
| Mittl. Tagesmin. (°C) | 1,7  | 2,4  | 5,0  | 8,9  | 13,5 | 18,1 | 20,9 | 20,9 | 17,3 | 12,4 | 6,4  | 3,3  | ⌀ | 10,9  |
|                       |      |      |      |      |      |      |      |      |      |      |      |      |   |       |
| Niederschlag (mm)     | 60,3 | 52,0 | 46,1 | 33,6 | 17,9 | 2,3  | 0,1  | 0,3  | 2,2  | 19,2 | 35,2 | 59,6 | Σ | 328,8 |
|                       |      |      |      |      |      |      |      |      |      |      |      |      |   |       |
| Sonnenstunden (h/d)   | 3,9  | 5,0  | 6,4  | 8,1  | 10,3 | 12,2 | 12,5 | 11,8 | 10,1 | 7,9  | 6,2  | 4,1  | ⌀ | 8,2   |
|                       |      |      |      |      |      |      |      |      |      |      |      |      |   |       |
| Regentage (d)         | 13   | 14   | 10   | 7    | 4    | 1    | 0    | 0    | 1    | 4    | 7    | 11   | Σ | 72    |
|                       |      |      |      |      |      |      |      |      |      |      |      |      |   |       |
| Luftfeuchtigkeit (%)  | 84   | 79   | 68   | 65   | 50   | 42   | 42   | 45   | 46   | 55   | 66   | 80   | ⌀ | 60,1  |

| 1,7 |

| 2,4 |

| 5,0 |

| 8,9 |

| 13,5 |

| 18,1 |

| 20,9 |

| 20,9 |

| 17,3 |

| 12,4 |

| 6,4 |

| 3,3 |

| 1,7 |

| 2,4 |

| 5,0 |

| 8,9 |

| 13,5 |

| 18,1 |

| 20,9 |

| 20,9 |

| 17,3 |

| 12,4 |

| 6,4 |

| 3,3 |

## Filme
- Für Sama, britisch-syrischer Dokumentarfilm von Waad al-Kateab und Edward Watts (2019)
- Die letzten Männer von Aleppo, syrischer Dokumentarfilm von Feras Fayyad (2017)
- Das Schicksal der Kinder von Aleppo, Dokumentar-Kurzfilm von Marcel Mettelsiefen (2016)